# Liste der Senatoren der Vereinigten Staaten aus Kalifornien
Die Liste der Senatoren der Vereinigten Staaten aus Kalifornien zeigt alle Personen auf, die jemals für diesen Bundesstaat dem US-Senat angehört haben, nach den Senatsklassen sortiert. Dabei zeigt eine Klasse, wann dieser Senator wiedergewählt wird. Die Wahlen der Senatoren der class 1 fanden zuletzt 2024 statt; die Senatoren der class 3 wurden zuletzt im November 2022 gewählt.

## Klasse 1

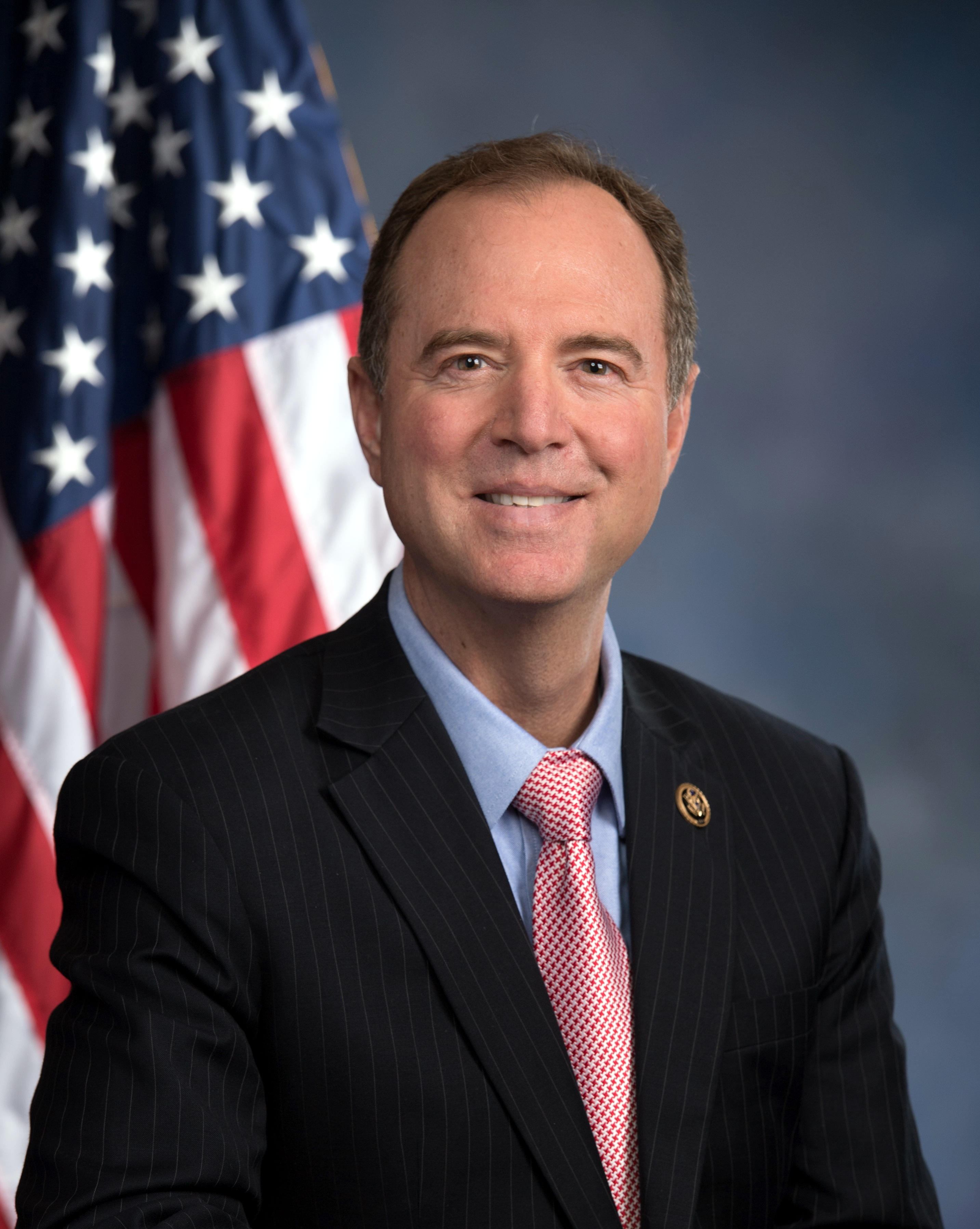
Adam Schiff

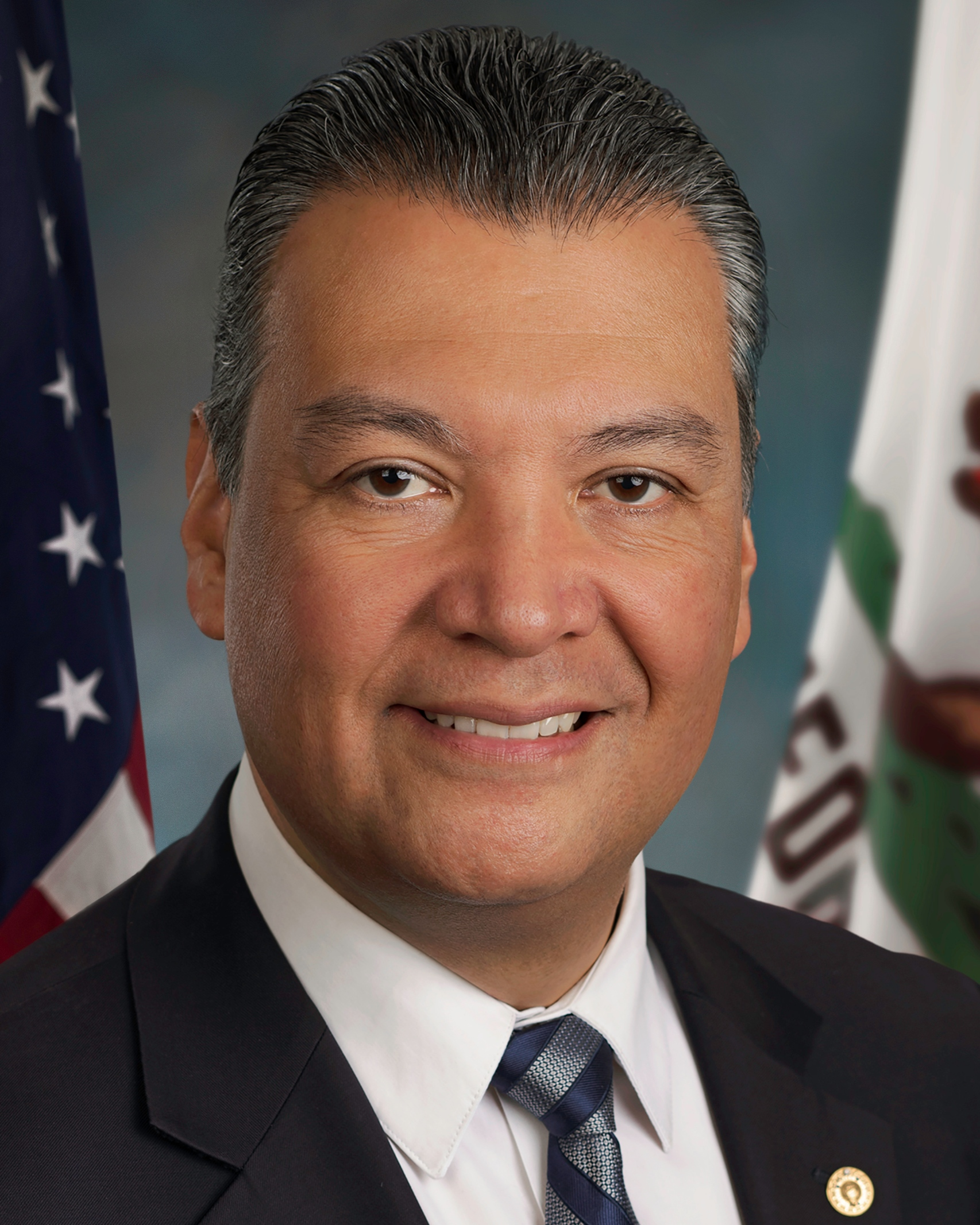
Alex Padilla

Kalifornien ist seit dem 9. September 1850 US-Bundesstaat und hatte bis heute 27 Senatoren der class 1 im Kongress; einer von ihnen, George Hearst, absolvierte zwei nicht unmittelbar aufeinander folgende Amtszeiten.
| Name                            | Amtszeit  | Partei          | Lebensdaten                          |
| ------------------------------- | --------- | --------------- | ------------------------------------ |
| John Charles Frémont            | 1850–1851 | Demokrat        | 21. Januar 1813 – 13. Juli 1890      |
| John B. Weller                  | 1852–1857 | Demokrat        | 22. Februar 1812 – 17. August 1875   |
| David Colbreth Broderick        | 1857–1859 | Demokrat        | 4. Februar 1820 – 16. September 1859 |
| Henry Peter Haun                | 1859–1860 | Demokrat        | 18. Januar 1815 – 6. Juni 1860       |
| Milton Slocum Latham            | 1860–1863 | Demokrat        | 23. Mai 1827 – 4. März 1882          |
| John Conness                    | 1863–1869 | Republikaner    | 22. September 1821 – 10. Januar 1909 |
| Eugene Casserly                 | 1869–1873 | Demokrat        | 13. November 1820 – 14. Juni 1883    |
| John Sharpenstein Hager         | 1873–1875 | Demokrat        | 12. März 1818 – 19. März 1890        |
| Newton Booth1                   | 1875–1881 | Anti-Monopolist | 30. Dezember 1825 – 14. Juli 1892    |
| John Franklin Miller            | 1881–1886 | Republikaner    | 21. November 1831 – 8. März 1886     |
| George Hearst                   | 1886      | Demokrat        | 3. September 1820 – 28. Februar 1891 |
| Abram Pease Williams            | 1886–1887 | Republikaner    | 3. Februar 1832 – 17. Oktober 1911   |
| George Hearst                   | 1887–1891 | Demokrat        | 3. September 1820 – 28. Februar 1891 |
| Charles Norton Felton           | 1891–1893 | Republikaner    | 1. Januar 1832 – 13. September 1914  |
| Stephen Mallory White           | 1893–1899 | Demokrat        | 19. Januar 1853 – 21. Februar 1901   |
| Thomas Robert Bard              | 1900–1905 | Republikaner    | 8. Dezember 1841 – 5. März 1915      |
| Frank Putnam Flint              | 1905–1911 | Republikaner    | 15. Juli 1862 – 11. Februar 1929     |
| John Downey Works               | 1911–1917 | Republikaner    | 29. März 1847 – 6. Juni 1928         |
| Hiram Warren Johnson            | 1917–1945 | Republikaner    | 2. September 1866 – 6. August 1945   |
| William Fife Knowland           | 1945–1959 | Republikaner    | 26. Juni 1908 – 23. Februar 1974     |
| Clair Engle                     | 1959–1964 | Demokrat        | 21. September 1911 – 30. Juli 1964   |
| Pierre Emil George Salinger     | 1964      | Demokrat        | 14. Juni 1925 – 16. Oktober 2004     |
| George Lloyd Murphy             | 1964–1971 | Republikaner    | 4. Juli 1902 – 3. Mai 1992           |
| John Varick Tunney              | 1971–1977 | Demokrat        | 26. Juni 1934 – 12. Januar 2018      |
| Samuel Ichiye Hayakawa          | 1977–1983 | Republikaner    | 18. Juli 1906 – 27. Februar 1992     |
| Peter Barton Wilson             | 1983–1991 | Republikaner    | * 23. August 1933                    |
| John F. Seymour                 | 1991–1992 | Republikaner    | * 3. Dezember 1937                   |
| Dianne Goldman Berman Feinstein | 1992–2023 | Demokrat        | 22. Juni 1933 – 29. September 2023   |
| Laphonza Romanique Butler       | 2023–2024 | Demokrat        | * 11. Mai 1979                       |
| Adam Bennett Schiff             | ab 2024   | Demokrat        | * 22. Juni 1960                      |

1 Booth gehörte ab 1877 der Republikanischen Partei an.

## Klasse 3
Kalifornien stellte bis heute 18 Senatoren der class 3.
| Name                      | Amtszeit  | Partei       | Lebensdaten                           |
| ------------------------- | --------- | ------------ | ------------------------------------- |
| William McKendree Gwin    | 1850–1855 | Demokrat     | 9. Oktober 1805 – 3. September 1885   |
| vakant                    |           |              |                                       |
| William McKendree Gwin    | 1857–1861 | Demokrat     | 9. Oktober 1805 – 3. September 1885   |
| James Alexander McDougall | 1861–1867 | Demokrat     | 19. November 1817 – 3. September 1867 |
| Cornelius Cole            | 1867–1873 | Republikaner | 17. September 1822 – 3. November 1924 |
| Aaron Augustus Sargent    | 1873–1879 | Republikaner | 28. September 1827 – 14. August 1887  |
| James Thompson Farley     | 1879–1885 | Demokrat     | 6. August 1829 – 22. Januar 1886      |
| Amasa Leland Stanford     | 1885–1893 | Republikaner | 9. März 1824 – 21. Juni 1893          |
| George Clement Perkins    | 1893–1915 | Republikaner | 23. August 1839 – 26. Februar 1923    |
| James Duval Phelan        | 1915–1921 | Demokrat     | 20. April 1861 – 7. August 1930       |
| Samuel Morgan Shortridge  | 1921–1933 | Republikaner | 3. August 1861 – 15. Januar 1952      |
| William Gibbs McAdoo      | 1933–1938 | Demokrat     | 31. Oktober 1863 – 1. Februar 1941    |
| Thomas More Storke        | 1938–1939 | Demokrat     | 23. November 1876 – 12. Oktober 1971  |
| Sheridan Downey           | 1939–1950 | Demokrat     | 11. März 1884 – 25. Oktober 1961      |
| Richard Milhous Nixon     | 1950–1953 | Republikaner | 9. Januar 1913 – 22. April 1994       |
| Thomas Henry Kuchel       | 1953–1969 | Republikaner | 15. August 1910 – 21. November 1994   |
| Alan MacGregor Cranston   | 1969–1993 | Demokrat     | 19. Juni 1914 – 31. Dezember 2000     |
| Barbara Levy Boxer        | 1993–2017 | Demokrat     | * 11. November 1940                   |
| Kamala Devi Harris        | 2017–2021 | Demokrat     | * 20. Oktober 1964                    |
| Alejandro Padilla         | ab 2021   | Demokrat     | * 22. März 1973                       |